# Теория подобия
Тео́рия подо́бия — метод математического моделирования, основанный на переходе от обычных физических величин, влияющих на моделируемую систему, к обобщённым величинам комплексного типа, составленным из исходных физических величин, но в определённых сочетаниях, зависящих от конкретной природы исследуемого процесса. Комплексный характер этих величин имеет глубокий физический смысл отражения взаимодействия различных влияний. Теория подобия изучает методы построения и применения этих переменных и применяется в тех случаях математического моделирования, когда аналитическое решение математических задач моделирования невозможно из-за сложности и требований к точности. Теория подобия применяется в этих случаях для синтеза соотношений, получаемых на основе физического механизма изучаемого процесса и данных численного решения или эксперимента.